# Oberbiegelhof

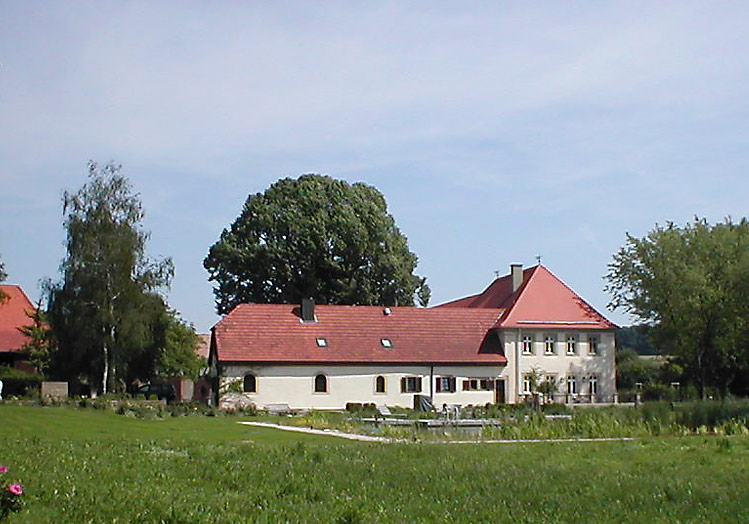
Oberbiegelhof

Der Oberbiegelhof in Babstadt, einem Stadtteil von Bad Rappenau im Landkreis Heilbronn (Baden-Württemberg), ist ein bereits im Mittelalter belegtes Hofgut. Der heutige Baubestand stammt im Wesentlichen aus der Mitte des 18. Jahrhunderts. Der Hof ist ein geschütztes Baudenkmal.

## Lage
Der Oberbiegelhof liegt zwischen Ehrstädt und Babstadt an der K 2143, wo diese von der K 2043 Obergimpern-Grombach geschnitten wird. Am Anwesen vorbei fließt der oberste Grundbach, ein linker Zufluss des Krebsbachs.

## Geschichte
Der Ort wurde 1330 als „Buchelbach“ erstmals urkundlich erwähnt. Ab 1550 waren die Herren von Helmstatt im Besitz des Anwesens. Das heutige Gutsgebäude wurde 1753 durch  Carl Christoph von Helmstatt und seine Frau Henriette Maria von Geinsberg erbaut. Der Putzbau besitzt fünf Achsen und ein prächtiges Portal, das von einem gesprengten Giebel mit dem Allianzwappen des Bauherren bekrönt wird. Die Fruchtscheuer wurde 1735 errichtet, die Große Scheuer 1765. Die Familie von Helmstatt hat das Hofgut 1961 verkauft.

## Heutige Nutzung
Der Oberbiegelhof befindet sich heute im Besitz der Familie von Reitzenstein. Auf dem Hof besteht seit 2004 eine Reitanlage.